# 极道车魂3
《极道车魂3》是一款於2004年開始發售的动作冒险游戏，是極道車魂系列的第三部作品。該遊戲由回聲互动有限开发，並于2004年6月登陸PlayStation 2 、 Xbox，2005年3月登陸Microsoft Windows，2005年10月登陸Game Boy Advance。游戏講述的是一位卧底FBI特工约翰·坦纳 (John Tanner) ，他负责调查一个横跨三个国家的汽车走私团伙，并嘗試逮捕该团伙的头目，同时要了解他们计划将偷来的汽车卖给谁。极道车魂3內的城市以迈阿密、尼斯和伊斯坦布尔為原型。